# App educativa
Una app és una aplicació informàtica dissenyada per ser utilitzada en dispositius mòbils (tauletes, telèfons intel·ligents, etc). Ens fan utilitzar moltes d'aquestes apps cada dia i és la raó per la qual s'han tornat eines molt poderoses a l'hora de desenvolupar qualsevol tipus d'activitats d'ensenyament o d'acció formativa, siguin aquestes de tipus formal o informal (treball, escola, universitat, oci, bricolatge, etc.). De fet, moltes d'aquestes son aplicacions educatives.
En el recorregut que el programari educatiu ha tingut des del seu origen fins al dia d'avui, la possibilitat d'utilitzar dispositius mòbils ofereix una gran oportunitat que no solament amplifica les possibilitats educatives dels programaris sinó que modifica, sota el lema a qualsevol moment i a qualsevol lloc, l'aprenentatge i la ensenyança mateixa. No hi ha limitacions d'espai i temps, l'accés a la informació és aquí i ara de manera que l'aprenentatge es fa més personalitzat, compartit i contextual, reflectint les més recents teories de aprenentatge aplicades a l'educació en línia (aprenentatge virtual, connectat i mòbil).
Canvia el concepte d'aula i la mateixa relació entre estudiant i educador donant lloc als deu processos anomenats aprenentatge ubic (U-learning), referint-se a l'ubiqüitat com experiència d'adaptació i ductilitat en contextos diversos i en constant fluctuació, amb un matís més immersiu i envoltant que amb l'aprenentatge mòbil (M-learning), que es refereix a qualsevol acció educativa que es fa fent servir dispositius mòbils de forma flexible estan o no connectat en xarxes socials. Les apps s'han convertit en una de les més poderoses eines educatives, a causa de la difusió massiva entre persones de totes les edats i de cada país on els dispositius mòbils s'han instal·lat amb facilitat. A més, diversos factors com ara el cost assequible d'aquests i de les connexions a Internet han transformat aquestes senzilles aplicacions en possibles facilitadors d'accions educatives, permetent superar límits normalment subjacents a l'ús dels programaris educatius, que dificulten l'ús i el cost del programari: les apps, quan no són gratuïtes, tenen de totes maneres un preu ajustat. Això, juntament amb les característiques multi-medials i multi-tasques dels dispositius mòbils (càmera, gravadora d'àudio, ús de brúixoles, GPS, etc.) ofereix infinites possibilitats d'aplicacions i han fet sorgir pràctiques com la de BYOD ("porta el teu propi dispositiu") on cadascú pot assistir a la formació impartida amb els propis dispositius, reduint el cost dels cursos, sent molt utilitzat en l'àmbit corporatiu.Cal considerar que amb aquestes pràctiques molts dispositius estaran connectats en una xarxa connectada a la de l'empresa o centre formatiu i això podria constituir un perill en la seguretat, tant que s'ha fet necessària la creació de programaris i serveis pel control de les apps: l'administració d'aplicacions mòbils MAM, per a gestionar la seguretat de les empreses. Eines com aquestes seran indispensables en el futur de l'Internet de les coses on tots els dispositius i objectes seran connectats i gestionats a través de aplicacions.
(Història de les aplicacions educatives)

## Avantatges
Els avantatges que poden trobar ara per ara en les aplicacions educatives són immenses perquè compta amb bones eines de support per a treballar de forma individual, per parelles o en grup de forma cooperativa. A més, ajuda als xiquest a aprendre de altres i amb altres, facilita l'aprenentatge fent, construint coses i resolent problemes i se'ls estimula per a adquirir els coneixements a través de la col·laboració, comunicació i interacció. No obstant això, ho enfocarem des de tres punt de vista: des de l'àmbit de l'aprenentatge, de l'alumnat i del professorat: 

### Des de la perspectiva de l'aprenentatge
a) Interés y motivació
L'alumnat està motivat a utilitzar els recursos Tic i es uns dels motors d l'aprenentatge, ja que els incita a l'activitat i al pensament. Gràcies a esta disposició, els estudiants dediquen més temps a estudiar i per tant, aprenen més.
b) Interacció
Els estudiants estan permanentment predisposat a interactuar amb l'ordinador o tauletes, ja que és una eina innovadora a l'aula, amb la qual cosa manté un alt grau d'implicació en el treball i els permet la interactivitat de l'ordinador o tauletes, possibilitant el diàleg i el gran volum d'informació disponible a Internet, atreu a l'alumnat i manté la seva atenció.
c) Iniciativa
La constant participació per part de l'alumnat propicia el desenvolupament de la seva iniciativa i aprenen contínuament noves decisions davant les respostes de l'ordinador/tauletes a les seves accions. Així mateix, es promou el treball autònom, rigorós i metòdic.
d) Aprenentatge a partir d'errors
El feed-back immediat a les respostes i a les accions dels usuaris permet a l'alumnat a conèixer els seus errors just en el moment en què es produeixen i generalment els programes ofereixen l'oportunitat d'assajar noves respostes o formes d'actuar per superar-los.
e) Aprenentatge cooperatiu
El treball en grup estimula als seus components i fan que dialogen sobre la millor solució per al problema en qüestió. A més apareix més tard el cansament, i alguns alumnes raonen millor quan veuen resoldre un problema a un altre que quan ells tenen la responsabilitat directa.
f) Alt grau d'interdisciplinarietat
Les tasques educatives realitzades amb l'ordinador o tauleta permeten obtenir un alt grau d'interdisciplinarietat per la seua versatilitat i gran capacitat d'emmagatzematge que permet realitzar diversos tipus de tractament a una informació molt àmplia i variada.

### Des de la perspectiva de l'alumnat
Suposa la utilització i instruments o eines atractives i moltes vegades amb components lúdics. Gràcies a l'accés a múltiples recursos educatius i materials didàctics digitals enriqueixen els processos d'ensenyament-aprenentatge sense que siga el mestre la font principal de coneixements. A més l'existència de diversos materials didàctics i recursos educatius facilita la individualització de l'ensenyament i de l'aprenentatge de cada alumne i pot utilitzar els materials més acords amb el seu estil d'aprenentatge i les seves circumstàncies personals, de manera que també motiven el "aprenentatge autònom" i l'autoavaluació del seu coneixement o dels conceptes que estiguin aprenent.

### Des de la perspectiva del professorat
Les aplicacions educatives permeten la individualització de l'alumnat, ja que l'ordinador o tauleta pot adaptar-se als seus coneixements previs i al seu ritme de treball i a més, resulten molt útils per a realitzar activitats d'ampliació i reforç. També, la diversitat de recursos i amplitud d'informació a internet faciliten al professorat l'organització d'activitats grupals en les que l'alumnat ha d'interactuar amb aquests materials. Moltes són els advantatges, ja que alliberen al professorat de treballs repetitius, monòtons i rutinaris, de manera que es pot dedicar més a estimular el desenvolupament de les facultats cognitives superiors de l'alumnat. I finalment, constitueixen un bon mitjà d'investigació a l'aula pel fet d'arxivar les respostes dels alumnes quan interactuen amb determinats aplicacions,ja que permet fer un seguiment detallat dels errors comesos i del procés que han seguit fins a arribar a la resposta correcta.

## Desavantatges
Els desavantatges que poden veure a nivel educatiu és la quantitat d'informació continguda en les plataformas educatives. És incalculable, el temps que l'usuari requereix per navegar a la recerca d'informació pot ser extens, sobretot quan recentment no coneix amb profunditat la temàtica que cerca. Navegar a través d'aquesta gran quantitat d'informació pot arribar a nivells en què l'usuari perd l'orientació i en veure enfrontant davant de tanta informació diversa.
Per aprofitar la informació continguda en aquesta gran biblioteca virtual cal saber què buscar i com buscar. Per a això, és indispensable que els aprenents generen els seus propis mecanismes de recerca i sobretot posseeixen la claredat i orientació donada pel facilitador en funció dels conceptes claus a través dels quals encaminar la navegació.
Axí mateix està associat al problema del volum d'informació, ja que qualsevol persona pot allotjar la informació que desitgi. Això posa en primer pla el tema de la capacitat de l'usuari per diferenciar la informació rellevant i veraç de la que no ho és. Per utilitzar els recursos d'internet, s'ha de tenir com a objectiu rellevant fomentar en els aprenents una actitud crítica cap a la informació circulant. Com vam veure els avantatges des de tres perspectives, ara donarem pas a les desavantatges, des de tres aspects.
Des de la perspectiva de l'aprenentatge:
a)Distraccions
L'alumnat a vegades es dedica a jugar a joc que més els agrada, en lloc de treballar en continguts que reforcen els seves coneixements.
b) Dispersió
La navegació pels diversos i atractius espais d'internet, plens d'aspectes variats i interessants, inclina a l'alumnat a desviar-se dels objectius de la seva recerca.
c) Pèrdua de temps
Moltes vegades es perd molt de temps buscant la informació que es necessita: excés d'informació disponible, dispersió, manca de mètode de recerca, pèrdua en l'àmplia xarxa d'internet, etcètera. d) Informacions no fiables
A internet hi ha molta informació que no és fiable, que és relativament parcial, obsoleta o que no està contrastada. Per això cal ensenyar a l'alumnat les pàgines que són segures, en les que poden contrastar la informació, explicar-los què volen buscar en concret i erradicar l'ambigüitat de les informacions.
Des de la perspectiva de l'alumnat:
Les apliacions resulten motivadores, però un excés de motivació pot provocar addicció.Per tant, el professorat haurà d'estar atent davant d'alumnes que mostren un descontrol desmesurat davant les pantalles. Quant a les eines propostes, permeten a l'alumne aprendre sol però aquest treball pot comportar problemes de sociabilitat i de companyonia. Pel que fa, a un excés de temps treballant davant l'ordinador o males postures poden provocar diverses malalties. En definitiva, no sempre proporcionen una adequada orientació, profunditat dels continguts, bones interaccions, entre d'altres. Conseqüement, s'ha d'actualitzar i revisar abans d'estar a l'abast dels alumnes.
Des de la perspectiva del professorat:
De vegades el professorat no disposa dels coneixements adequats sobre els sistemes informàtics i sobre com aprofitar els recursos educatius disponibles amb els seus alumnes i sorgeixen problemes i augmenta el seu estrès. D'una banda, l'alumnat pot centrar-se en la tasca que li plantegen l'aplicació en un sentit massa estret i buscar estratègies per complir amb el mínim esforç, ignorant les possibilitats d'estudi que els ofereix el programa. Moltes vegades l'alumnat aconsegueix encerts partir de premisses inadequades, i a vegades fins poden resoldre el problemes que van més enllà de la seva comprensió utilitzant estratègies que no estan relacionades amb el problema però que serveixen per aconseguir el seu objectiu. D'altra banda, exigeixen una major dedicació per part del profesorat, sobretot en la utilització de les TIC, encara que pot millorar la docència, si es fan servir correctament. Tot i que, la informàtica està en contínua evolució, les aplicaciones milloren sense parar i això exigeix als docents una contínua i constant renovació, perquè no es queden obsolets davant les noves tecnologies i els seus propis alumnes els ensenyen a ells, perdent d'aquesta manera l'autoritat davant el seu propi alumnat.

## Models pedagògics associats a les apps educatives
Totes les APPs existents beuen d'un model/teoria pedagògic i apliquen diferents metodologies d'aprenentatge en funció del corrent/teoria al que s'adscriguin, de la disponibilitat tecnològica, del públic objectiu i dels objectius a assolir.
Ha de considerar-se que difícilment una app educativa seguirà estrictament un corrent o teoria pedagògica i farà servir una única metodologia. En la gran majoria d'apps trobarem una combinació d'enfocaments i de metodologies.
Els principals corrents que fonamenten l'aprenentatge en les diverses apps educatives són:

### Corrent conductista (behaviorista)
"L'aprenentatge succeeix quan els alumnes reben el reforç apropiat a l'associació entre un estímul i la resposta correcta"
D'aquest corrent se'n deriven APPs que proporcionen informació i continguts. L'alumne aprèn mitjançant la pràctica amb aplicacions de text o audiovisuals que li permeten assolir i contrastar el seu nivell de coneixements sobre uns continguts determinats. L'App proporciona accés a continguts organitzats de menys a més complexitat, utilitza recursos com proves test, formularis, qüestionaris interactius, els quals reforcen les respostes correctes permetent l'avanç en el procés d'aprenentatge. La interactivitat es limita a la comunicació amb un tutor per a la resolució de dubtes; entre companys és inexistent. La gran majoria d'apps d'aprenentatge d'idiomes són un exponent clar d'aquest corrent. Altres exemples serien apps de formació en prevenció de riscos laborals, formació matemàtica... Acostumen a ser eines de reforç dins l'aula.

### Corrent cognitivista
"L'aprenentatge és l'adquisició o reorganització de les estructures cognitives mitjançant el processament i l'emmagaztematge de la informació"
D'aquest corrent se'n deriven apps que proporcionen informació i continguts en format multimèdia.

#### Teories dins el corrent cognitivista

##### Teoria cognitiva de l'aprenentatge multimèdia
"L'aprenentatge és un procés actiu de filtratge, selecció, organització i integració de la informació sobre el coneixement anterior. La gent aprèn més profundament amb paraules i imatges (principi multimèdia) que només amb paraules"

##### Teoria de la càrrega cognitiva
"Tot aprenentatge mobilitza una quantitat determinada de carga cognitiva entesa com la quantitat d'esforç mental total que s'utilitza en la memòria a curt termini. El disseny instruccional ha de facilitar la reducció de la carga cognitiva en els estudiants"
Amb les apps desenvolupades sota aquestes teories els alumnes aprenen mitjançant la interacció amb aplicacions multimèdia mitjançant les quals es genera nou coneixement. La interactivitat es limita a la comunicació amb un tutor per a la resolució de dubtes; entre companys és inexistent. Entre les aplicacions trobem aprenentatge d'anatomia, geografia...

### Corrent Constructivista
"L'aprenentatge és un procés actiu en el qual els alumnes construeixen una nova idea o concepte sobre la base del seu coneixement, l'actual i el passat"
D'aquest corrent se'n deriven apps que proporcionen continguts dependents del context i sistemes de col·laboració i interacció. Teories que es desprenen del corrent constructivista:

#### Teoria sociocultural
"L'aprenentatge té lloc primerament de manera interpersonal (interacció amb l'entorn social) i després de manera intrapersonal (internalització)"

#### Heutagogia[9]
"Fa referència a l'estudi de l'aprenentatge autodeterminat: és l'estudiant qui determina què i com tindrà lloc l'aprenentatge". Es pot considerar una evolució de l'andragogia
Sota aquestes teories es desenvolupen apps sobre la base de casos i exemples que s'orienten a la resolució de problemes i la pressa de decisions i en definitiva a la creació de nou coneixement. La interacció és molt alta amb el tutor i amb el companys i el treball col·laboratiu esdevé peça clau per a la construcció d'aprenentatge significatiu.

#### Metodologies docents

##### Aprenentatge basat en la resolució de problemes
"L'aprenentatge té per objectius desenvolupar competències de pensament crític mitjançant la presentació als alumnes de problemes complexes representatius d'aquells que es trobaran en la seva pràctica professional"

##### Aprenentatge contextualitzat
"L'aprenentatge es produeix a partir de l'obtenció d'informació de l'entorn per tenir una visió d'allò que està succeint al voltant de l'usuari i el seu dispositiu mòbil"
Dins aquesta metodologia s'incorpora l'aprenentatge basat en la localització Arxivat 2016-11-06 a Wayback Machine.

##### Aprenentatge col·laboratiu
L'aprenentatge es promogut, facilitat i reforçat mitjançant la interacció i la col·laboració entre els estudiants, "a més de treballar conjuntament, cal cooperar en la consecució d'una fita que no és possible assolir-la individualment"

### Corrent connectivista
"L'aprenentatge és un procés de connexió de nusos especialitzats o fonts d'informació"
D'aquest corrent se'n derivaran apps que faciliten l'accés a una gran diversitat de fonts i aplicacions afavoridores de la comunicació interpersonal i la creació de xarxes.
"L'aprenentatge és un procés d'exploració, avaluació, manipulació, integració i navegació. L'aprenentatge amb èxit té lloc quan l'aprenent resol problemes contextualitzats de la vida real mitjançant la implicació activa en la resolució del problema, la comunicació extensiva i la col·laboració"

## Models d'apps educatives

### Apps d'aprenentatge d'idiomes
L'ensenyament d'idiomes és un dels àmbits que millor aprofita els avanços tecnològics perquè l'accés a la informació és barat i pràcticament il·limitat. A més, les aplicacions tan atractives i motivadores que hi ha en l'actualitat fan que l'alumne senta que està jugant i puga aprendre gaudint de l'activitat. No obstant això, es important remarcar que se centren bastant en l'aprenentatge únic de vocabulari mitjançant exercicis tancats i repetitius, a més que el sistema es prou rígid respecte al programa definit de cada idioma i tracta a l'alumne com a conjunt sense tenir en compte les seues necessitats personals. De la mateixa manera, l'aprenentatge es realitza sense cap context definit i la pràctica no es basa en la realitat ni en la interacció social. En resum, cal molta autodisciplina per a arribar a tenir un nivell competent i capacitant de l'idioma que s'estudia, així com de la periodicitat i regularitat. És per totes aquestes raons que s'aconsella la combinació de les aplicacions mòbils descrites a continuació amb altres teories de l'aprenentatge d'idiomes, com puga ser la competència comunicativa, el constructivisme i el connectivisme.
- Babbel
- Duolingo és una plataforma (en versió web i aplicació mòbil) per a aprendre idiomes virtualment. S'ofereixen diversos idiomes, com el castellà, l'anglés, l'italià, el francés, l'alemany, el brasiler, l'holandés, etc. Utilitza alhora la gamificació, ja que motiva el seguiment de l'aprenentatge mitjançant premis i recompenses. És molt intuïtiva i la poden utilitzar els més menuts per la simplicitat que ofereix.
- Wordreference.com també és una plataforma en versió web i aplicació mòbil que ofereix traduccions a mode de diccionari en línia per a parells d'idiomes en ambdós sentits, és a dir, per exemple: espanyol anglés, anglés-espanyol, i conté idiomes com el greg, el coreà, l'àrab, el chec, etc. A més ofereix definicions, sinònims i antònims, idioma en context, entrades al diccionari Collins, conjugacions per a verbs, formes compostes, etc. També és destacable la possibilitat d'escoltar la pronunciació de la paraula i la transcripció fonètica, així com fer preguntes al fòrum de Wordreference.com que no estan detallades enlloc mitjançant un usuari enregistrat. Actualment hi formen part més de dos milions d'entrades variades de tot tipus (des de la més senzilla traducció fins a aspectes morfològics i sintàctics), 10 milions de missatges i 500.000 usuaris.
- Busuu és una plataforma concebuda com una comunitat online virtual en la qual es poden aprendre diferents idiomes gràcies a la interacció entre els usuaris. També està disponible en versió web i aplicació mòbil per a iPhone, iPad i Android i es pot utilitzar sense connexió a Internet a fi de poder aprendre a qualsevol lloc i moment. Ofereix cursos en 12 idiomes diferents i actualment hi ha connectats més de 80 milions d'usuaris. Presenta la versió gratuïta i també la possibilitat d'adquirir una subscripció Premium per a tenir accés a més funcionalitats. S'inclouen les quatre competències lingüístiques més importants: escoltar, parlar, llegir i escriure, des d'un nivell principiant fins al nivell intermedi, les quals es poden treballar directament amb parlants nadius, proporcionant un context real i efectiu. A més, Bussu permet enviar els exercicis escrits per a ser corregits i avaluats. L'origen de Bussu proveeix d'un idioma camerunés que actualment està en perill d'extinció.[17]
- NoRedInk és una plataforma pareguda a Bussu de correcció d'exercicis que se centra especialment en oferir continguts relacionats amb els interessos dels alumnes, per exemple, de les celebritats i els programes de televisió preferits. Així, els exercicis i activitats que ofereix giren al voltant del context més pròxim dels usuaris. Aquesta aplicació va una miqueta més enllà del que proposa el conductisme d'oferir preguntes tancades i limitar les respostes, sinó que hi ha múltiples maneres correctes d'escriure una oració o un text, fet que atorga al web avaluacions personalitzades i efectives per a l'aprenent. Seguint aquesta idea, aquesta plataforma també s'adapta al ritme de l'alumne i és capaç de detectar els errors i encerts de l'usuari, redirigint-lo a reforçar els problemes sorgits i allò que no s'ha entés inicialment mitjançant tutorials i vídeos específics sobre l'aspecte lingüístic en concret.[18]
- British Council APP. L'organisme britànic British Council compta amb una aplicació mòbil que ofereix diferents recursos i opcions per a aprendre anglés a qualsevol edat i àmbit d'aplicació, com ara el món dels negocis. En aquesta línia, l'aplicació proposa una secció per als més menuts, anomenada LearnEnglishKids, en la qual es troben més de 100 propostes de qualitat, com ara àudios, cançons i vídeos molt entretinguts, exercicis per a llegir, escriure i lletrejar, altres basats en vocabulari, gramàtica, contes i festes i tradicions populars, i jocs d'entreteniment i per a pintar. Tota aquesta oferta suggerida amb un personatge de còmic, en Timmy i el seus amics que fan la introducció a l'activitat de manera molt animada i motivada per als infants.[19]

### Apps de cultura general
- GeoExpert HD Lite

### Apps de creació de contes
- CreApp Cuentos

### Apps ciències
| «                                           | Els alumnes no tenen l'oportunitat de donar la seua opinió ja que no tenen una base en la qual agarrar-se. És per això que els docents quan donen les classes de ciències, expliquen una sèrie de conceptes que tan sols estan regits a paraules i els alumnes mai podran donar una opinió crítica sobre aquests ja que no poden verificar-los. | » |
| — Giordan, Carretero, Corral & Crego (1982) | |   |

Ací és on entren les aplicacions, que ens poden ajudar a poder simular i interactuar de forma molt propera certs elements de la natura que pot ser, no els tenim al nostre abast o és molt complex observar-los.
A continuació es presenten diferents aplicacions molt interessants per a aquesta àrea de coneixement:

Logo Geogebra

- Star Walk: detecta les constel·lacions apuntant amb el mòbil al cel i ens permet explorar els diferents planetes. Molt interessant per reforçar les classes teòriques sobre els cossos celestes i poder veure una cosa que a simple vista ens és impossible.
- Essential Anatomy 3: aplicació d'anatomia completíssima que ens permet observar en 3D totes les parts del nostre cos: esquelet, músculs, teixits, venes, artèries, sistema nerviós, digestiu, urinari, ... cor i cervell.
- ArbolApp: ens permet buscar diferents tipus d'arbres i plantes, veure les seues característiques, així com en quina part d'Espanya les podem trobar. Perfecta per visualitzar plantes o arbres que no tenim a la nostra zona però que volem estudiar.
- Photomat: perquè ens ajuden a resoldre problemes matemàtics. Ens permet fer una foto a l'operació i ens explica pas a pas com resoldre-la. Molt útil per a treballar a casa exercicis dels quals no tenim la solució.
- GeoGebra Geometría: una aplicació molt potent, però que en aquest cas per a primària la utilitzaríem per observar els diferents cossos geomètrics (cercles, quadrats, esferes, piràmides, triangles, etc.) i les seues característiques.

El que s'aconsegueix mitjançant l'ús d'aquest tipus d'aplicacions és augmentar la estabilitat i la claredat dels conceptes i dels nous significats que els aprenents tenen en la seua estructura cognitiva actual. L'experimentació i l'observació directa tenen un paper fonamental per a la comprensió i l'assimilació.

### Apps de programació
La programació és una eina molt important per a treballar a l'aula en qualsevol de les etapes de l'educació, però el seu aprenentatge en les etapes d'infantil i primària és especialment important perquè fomenta que els xiquets comencen a pensar d'una manera raonada i lògica, que desenvolupen la seua creativitat, i que s'adonen que aconseguir un objectiu o resoldre un problema es pot fer de moltes maneres diferents.
Són molts els estudis que arriben a la conclusió que els xiquets que utilitzen els llenguatges de programació desenvolupen més la capacitat d'atenció i l'autonomia, i que els ajuda també a tindre millors resultats en el camp de les matemàtiques.
És fonamental planificar i trobar una metodologia que desperte l'interès dels xiquets, al temps que faça que estiguin contents i satisfets amb el treball realitzat. També se’ls ha de fer entendre que la programació els permet crear tot allò que vullguen d'una manera molt activa, que no es tracta de jugar simplement seguint unes instruccions prefixades, sinó que són ells els que poden decidir què ha de fer el programa en cada moment.

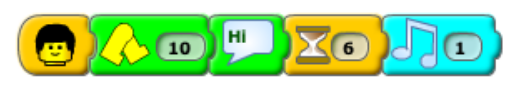
Scratch Jr - Blocs de programació

En l'actualitat, l'oferta de software educatiu és molt àmplia. Per a infantil, les eines més recomanades són:
- Bee-Bot : És molt útil per a xiquets de 3 a 7 anys perquè els ajuda a treballar la lateralitat, el raonament lògic i la percepció espacial. Es tracta d'un robot amb forma d'abella que es programa mitjançant uns botons que té a la carcassa (avant, arrere, girar a la dreta i girar a l'esquerra). Es mou dins d'un tauler format per quadrats de 15cm de costat. Els xiquets han de pensar quins moviments volen que faça l'abella, creen un circuit i després programen les instruccions perquè les execute.[21]
- Daisy the Dinosaur: És una aplicació gratuïta per a iPad. Es tracta de seleccionar les instruccions que faran moure a Daisy (com per exemple: saltar, girar, créixer, encongir-se o moure’s) i arrossegar-les a la caixa d'instruccions de manera ordenada. També ofereix la possibilitat d'utilitzar bucles de repetició. És una aplicació molt senzilla d'utilitzar i que potencia la creativitat dels xiquets.[22]
- Scratch JR: És una adaptació de l'Scratch per a l'aprenentatge de la programació en xiquets de 5 a 7 anys. Permet crear històries i jocs interactius mitjançant blocs, basats en icones sense text, que s'arrosseguen a la zona de codificació i van encaixant-se d'esquerra a dreta (de la mateixa manera que es formen les paraules). És molt útil per a comprendre i associar conceptes.

En primària, és molt recomanable la combinació Code.org i Scratch. Ambdós tenen, a banda de la secció per a l'alumne, una secció específica amb recursos i materials per als docents:

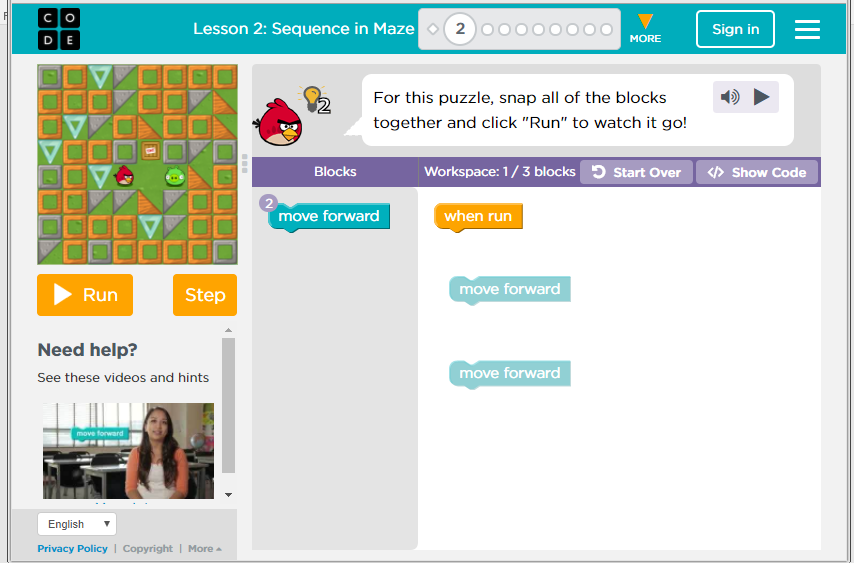
Code.org exemple de joc

- Code.org: És una organització sense ànim de lucre que té l'objectiu de difondre la programació com a part de l'educació bàsica dels joves. És una plataforma creada específicament per aprendre a programar. Inclou tutorials, classificats per edats, que expliquen les nocions bàsiques de la programació.

- Scratch: És una plataforma més oberta i que li dona més llibertat a l'alumne a l'hora de crear el seu programa. Està dissenyat per a xiquets d'entre 8 i 12 anys. Es tracta d'arrossegar els blocs d'instruccions, classificats per colors, i encaixar-los en la zona d'execució. Permet crear programes senzills que després poden anar ampliant-se per crear altres programes més complexos.[23]

Totes aquestes aplicacions ens permeten programar d'una forma molt bàsica jocs de temàtiques transversals (ciències naturals, ciències socials, matemàtiques, llengua, etc.) que poden ajudar a reforçar els continguts d'una forma més visual.
| «                        | Tot el món hauria de saber programar un ordinador... perquè això t'ensenya com pensar. | » |
| — Steve Jobs (1955-2011) |                                                                                        |   |

## Futur
En pocs anys el panorama de les ofertes d'apps s'ha ampliat tant que s'han fet necessàries unes guies per navegar en elles. De fet l'oferta és tan àmplia que persones de totes les edats les poden baixar i utilitzar de forma senzilla i molts d'aquests són menors d'edat, per tant han començat a sorgir necessitats de controls d'aquestes de manera que docents i pares han creat les seves pròpies eines d'ajuda i de control en comú: s'estan oferint certificats de qualitat i seguretat per part de diverses organitzacions, com la certificació EAS, la TWA, o Eduapp que fan una anàlisi de l'app d'acord amb uns paràmetres de qualitat de continguts, presentació i execució i experiències d'usuaris.
El futur de les apps està en el seu disseny pedagògic i de programari: s'estan publicant documents al voltant de com programar les apps en termes d'accessibilitat on s'estableixen els principis bàsics pel disseny i desenvolupament d'aquest tipus d'aplicacions informàtiques per a dispositius mòbils per totes les persones, tals com ara per a afavorir la portabilitat als formats dels dispositius mòbil dels programaris més utilitzats. La Portabilitat és l'objectiu i la tasca que estan duent a terme tots els proveïdors de programari. S'han creat estàndards, com per exemple el que va establir el consorci W3C (l'organisme que gestiona l'estructura del totes pàgines d'Internet) per la construcció i manteniment.

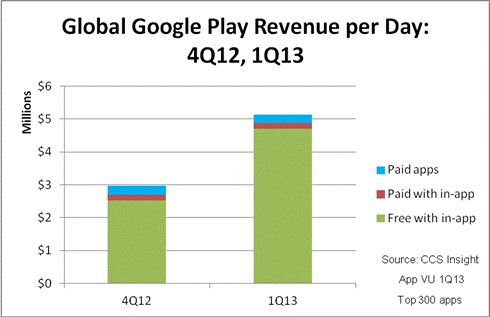
Descàrregues des del googleplay

Cal considerar que les formes de (auto)distribució d'aquestes aplicacions són més que mai desenvolupades: segons una enquesta de e-marketer de fa un parell d'anys, ja hi ha més dispositius mòbils que persones i tot implica una zona de captació enorme. La pàgina d'estadístiques Statista presenta un informe del juny de l'any 2016 en el qual parla d'uns 6 milions d'apps entre les "botigues en línia" dels majors distribuïdors (Google Play, Apple App store, Window Store, etc.).
Segons Digitaltrend, lloc especialitzat en les tendències del mercat de les apps, unes de les més utilitzades són les aplicacions educatives Duolingo, Khan Academy, Coursera i edx. La primera es fa servir per aprendre idiomes i les últimes dues són la versió app d'Acadèmies de MOOCs, fenomen d'educació massiva en línia que ha tingut un èxit impressionant en els últims anys.
En el debat al voltant de la qüestió de si els mòbils i les xarxes socials són bones o dolentes no es pot negar que en alguns casos siguin útils i el repte de les Institucions i de tots els que treballen al voltant de l'educació i formació és afavorir que es faci bon ús d'aquest tipus de programaris que cadascú té o tindrà dins la seva pròpia butxaca.